# Карлос Соса
Карлос Соса (ісп. Carlos Sosa, 21 липня 1919 — 2 березня 2009) — аргентинський футболіст, що грав на позиціях захисника і півзахисника. Виступав, зокрема, за «Бока Хуніорс», а також національну збірну Аргентини, у складі якої — дворазовий переможець чемпіонату Південної Америки. По завершенні ігрової кар'єри — тренер.

## Клубна кар'єра

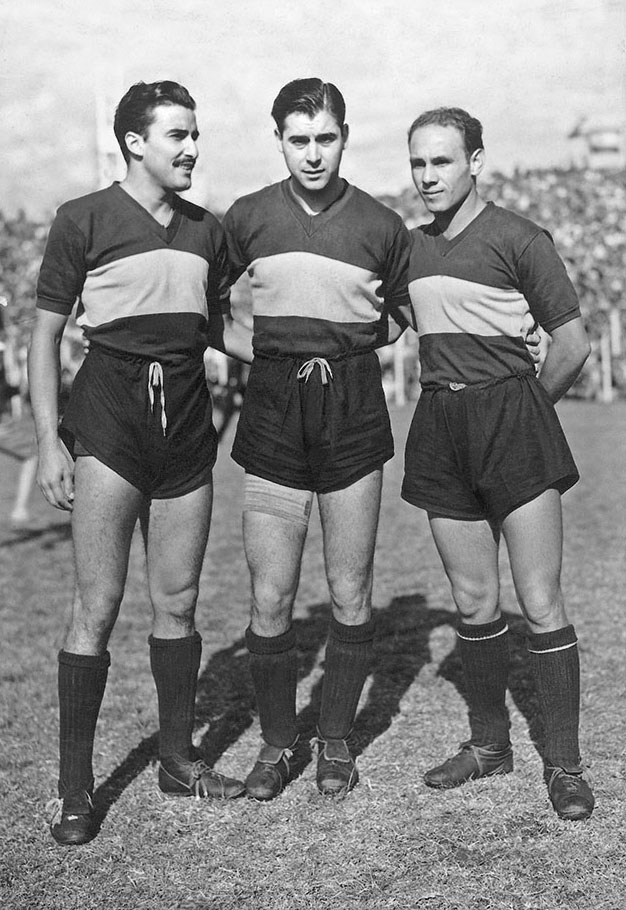
Соса (ліворуч) з партнерами по півзахисту «Бока Хуніорс» 1940-х Ернесто Ладзатті і Наталіо Песією

Народився 21 липня 1919 року. Вихованець футбольної школи клубу «Атланта». Дорослу футбольну кар'єру розпочав 1939 року в основній команді того ж клубу, в якій провів два сезони, взявши участь у 40 матчах чемпіонату. 
1941 року був запрошений до «Бока Хуніорс», у лавах якого вівдіграв наступні одинадцять років. Більшість часу, проведеного у складі «Бока Хуніорс», був основним гравцем команди. Двічі поспіль, у 1943 і 1944 роках, виборював титул чемпіона Аргентини.
Завершував ігрову кар'єру в Європі, у паризькому «Расінгу», за який виступав протягом 1952—1958 років.

## Виступи за збірну
1942 року дебютував в офіційних матчах у складі національної збірної Аргентини, у складі якої став переможцем чемпіонату Південної Америки 1945 року в Чилі, а за рік допоміг аргентинцям захистити титул на домашньому для них чемпіонаті Південної Америки 1946 року.
Загалом протягом кар'єри у національній команді, яка тривала 5 років, провів у її формі 12 матчів.

## Кар'єра тренера
Невдовзі після завершення кар'єри гравця, 1960 року, повернувся до «Бока Хуніорс», ставши головним тренером його команди. Проте тренував її лише протягом перших десяти турів національної першості, у яких було досягнуто лише 4 перемоги, після чого Сосу було звільнено.
Помер 2 березня 2009 року на 90-му році життя.

## Титули і досягнення
- Переможець чемпіонату Південної Америки (2):

Аргентина: 1945, 1946
- Чемпіон Аргентини (2):

«Бока Хуніорс»: 1943, 1944